# Grifola frondosa
Grifola frondosa (también conocida como hen-of-the-woods, maitake  (舞茸, "hongo bailarín") en japonés, cabeza de carnero o cabeza de oveja) es una seta poliporosa que crece en la base de los árboles, en particular robles viejos o arces; por lo general, se encuentra a fines del verano y principios del otoño. Es nativa de China, Europa y América del Norte.

## Descripción
Al igual que el hongo Laetiporus sulphureus, G. frondosa es un hongo perenne que a menudo crece en el mismo lugar durante varios años seguidos. Crece más prolíficamente en las regiones del noreste de los Estados Unidos, pero se ha encontrado en el oeste como Idaho.
G. frondosa crece a partir de una estructura similar a un tubérculo subterráneo conocida como esclerocio, del tamaño de una papa. El cuerpo fructífero, que alcanza un tamaño de 100 centímetros (40 pulgadas), rara vez de 150 cm (60 pulgadas), es un racimo que consta de múltiples sombrerillos de color marrón grisáceo que a menudo están enroscados o en forma de cuchara, con márgenes ondulados y de 2 a 10 cm (1 a 4 pulgadas) de ancho. La superficie inferior de cada tapa tiene alrededor de uno a tres poros por milímetro, con los tubos rara vez más profundos que 3 mm (1⁄8 in). El tallo de color blanco lechoso tiene una estructura ramificada y se endurece a medida que el hongo madura.
En Japón, el maitake puede crecer hasta más de 45 kilogramos (100 libras).

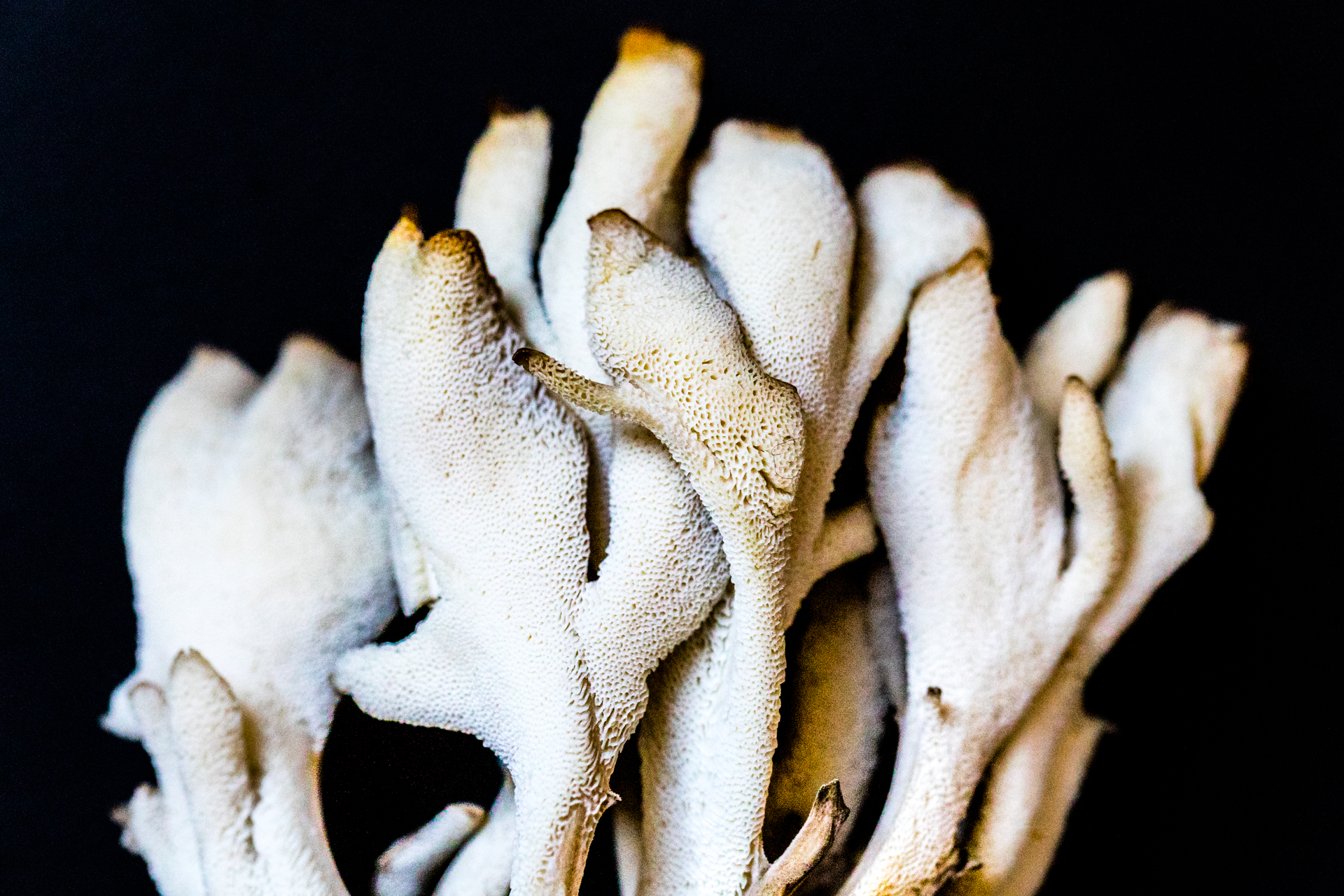
Maitake, un hongo poliporoso
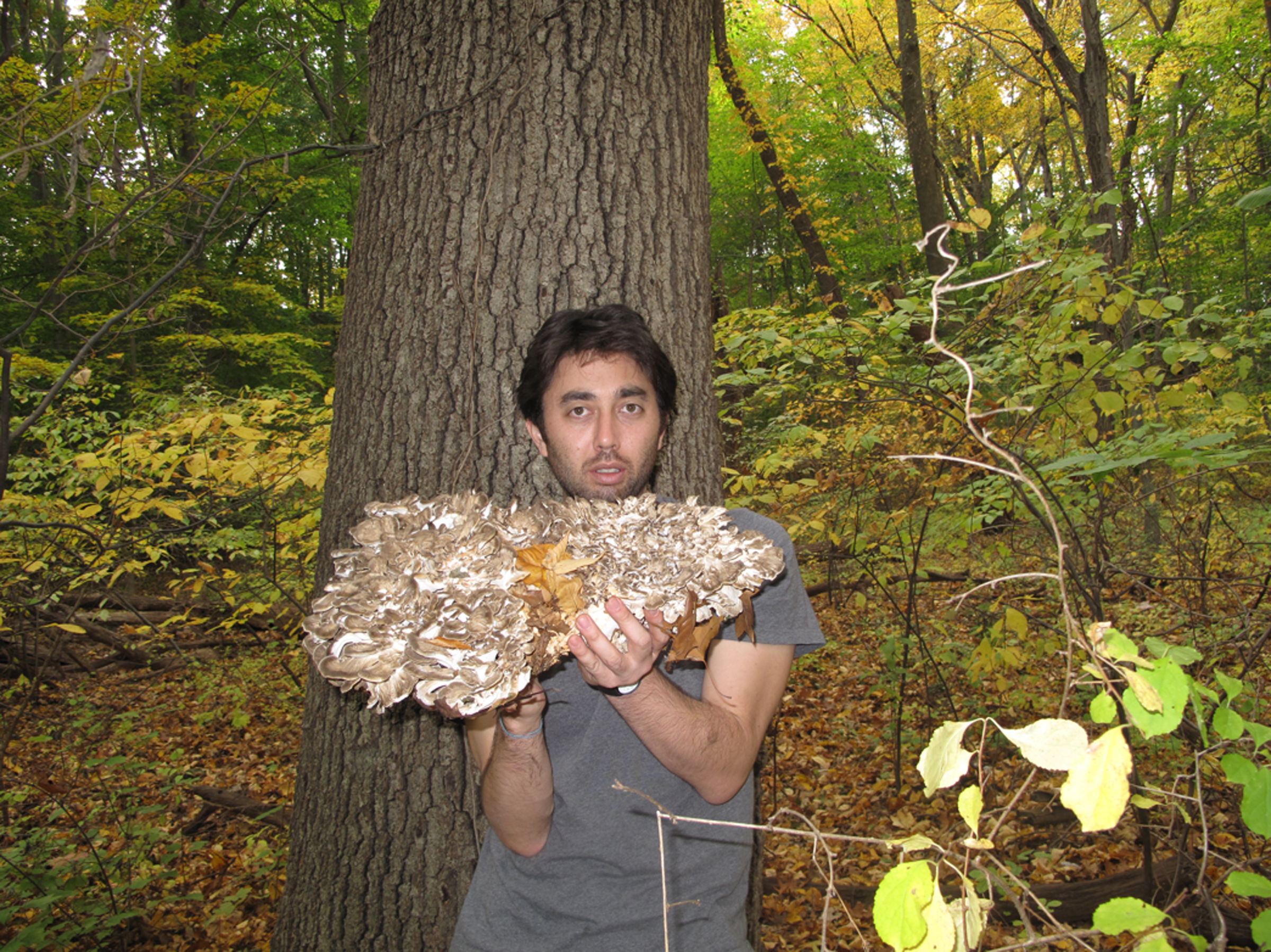
Un espécimen grande encontrado en el estado de Nueva York.
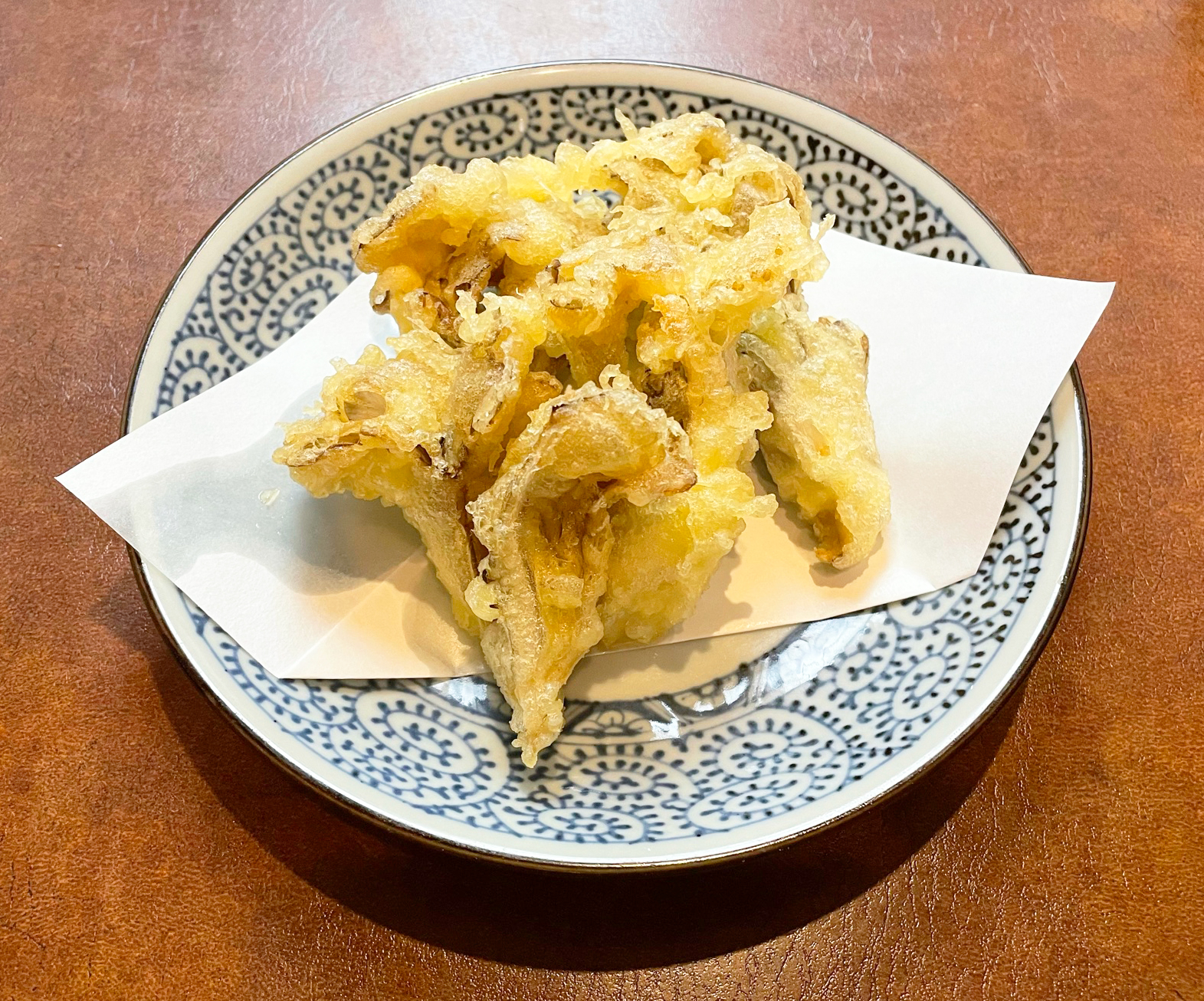
Tempura de Hongos Maitake

### Identificación
No hay similitudes que sean tóxicos. Este es un hongo muy distinto, excepto por su primo, el hongo que se tiñe de negro, que tiene un sabor similar pero es gomoso. Las especies comestibles que se parecen a Grifola frondosa incluyen Meripilus sumstinei (que se tiñe de negro), Sparassis spathulata y Laetiporus sulfureus, otro hongo de soporte comestible que comúnmente se llama pollo del bosque o "plataforma de azufre".

## Usos
La especie es un hongo comestible selecto. El maitake se ha consumido durante siglos en China y Japón, donde es uno de los principales hongos culinarios. El hongo se usa en muchos platos japoneses, como el nabemono. Las tapas más blandas deben estar bien cocidas.

## Investigación
Aunque bajo investigación clínica preliminar y de laboratorio durante muchos años, particularmente por los posibles efectos biológicos de sus polisacáridos, no hay estudios clínicos completos y de alta calidad para Grifola frondosa a partir de 2019.